# Heterostegane robinsoni
Heterostegane robinsoni là một loài bướm đêm trong họ Geometridae.